# Mineraler (kost)
Mineraler är grundämnen som kroppen behöver, utöver dem som ingår i näringsämnesgrupperna proteiner och vitaminer. Viss osäkerhet råder om exakt vilka mineraler som människokroppen behöver, men de verkar vara åtminstone klor, fluor, fosfor, jod, järn, kalcium, kalium, koppar, krom, magnesium, mangan, molybden, natrium, selen och zink.

## Bristsjukdomar
Kaliumbrist - Hypokalemi;
Kalciumbrist - Hypokalcemi;
Magnesiumbrist - Magnesiumbrist;
Natriumbrist - Hyponatremi;
Zinkbrist - Zinkbrist

## Rekommenderat dagligt intag
Kalium mg 2 000; 
Magnesium mg  375;
Zink mg  10;